# Michael Connelly
Michael Connelly (ur. 21 lipca 1956 w Filadelfii) – amerykański pisarz, autor powieści kryminalnych, twórca postaci Harry’ego Boscha.

## Życiorys
Studiował na University of Florida i w tym czasie – jak podaje na swojej stronie internetowej – uległ fascynacji prozą Raymonda Chandlera. Po ukończeniu studiów pracował jako dziennikarz na Florydzie, specjalizował się w sprawach kryminalnych. Pracował m.in. nad katastrofą lotu Delta Air Lines 191. W 1987 zamieszkał w Kalifornii i został dziennikarzem „Los Angeles Times”. Od połowy lat 90. utrzymuje się z pisania.
Scenerią jego powieści jest Los Angeles. Pierwsza książka z cyklu o Boschu – noszącym imię i nazwisko po słynnym malarzu Hieronimie – ukazała się w 1992. Jej bohaterem jest policjant z Departamentu Policji Los Angeles (w późniejszych tomach prywatny detektyw), weteran z Wietnamu. Connelly jest także autorem powieści nie należących do cyklu, jednak ich akcja rozgrywa się zazwyczaj w Kalifornii, a ich bohaterowie (Terry McCaleb, Rachel Walling, Mickey Haller) pojawiają się także w książkach z Boschem.

## Twórczość

### Harry Bosch
- 1992 – The Black Echo (pol. wyd. Czarne echo, przekł. Bogumiła Nawrot, Marcin Łakomski, Warszawa 1995)
- 1993 – The Black Ice (pol. wyd. Czarny lód, przekł. Marcin Łakomski, Warszawa 1995)
- 1994 – The Concrete Blonde (pol. wyd. Betonowa blondynka, przekł. Grzegorz Kołodziejczyk, Warszawa 1996)
- 1995 – The Last Coyote (pol. wyd. Ostatni kojot, przekł. Tomasz Wilusz, Warszawa 1996)
- 1997 – Trunk Music (pol. wyd. Muzyka z kufra, przekł. Łukasz Praski, Warszawa 2006, Prószyński i S-ka, ISBN 83-7469-393-2)
- 1999 – Angels Flight (pol. wyd. Schody Aniołów, przekł. Jarosław Cieśla, Warszawa 2000)
- 2001 – A Darkness More Than Night (pol. wyd. Ciemność mroczniejsza niż noc, przekł. Ewa Horodyska, Warszawa 2002, 2004, 2008)
- 2002 – City Of Bones (pol. wyd. Cmentarzysko, przekł. Marek Mastalerz, Warszawa 2003, 2005, 2008)
- 2003 – Lost Light (pol. wyd. Zagubiony blask, przekł. Wojciech M. Próchniewicz, Warszawa 2004)
- 2004 – The Narrows (pol. wyd. Kanał, przekł. Wojciech M. Próchniewicz, Warszawa 2004)
- 2005 – The Closers (pol. wyd. Wydział spraw zamkniętych, przekł. Łukasz Praski, Warszawa 2005)
- 2006 – Echo Park (pol. wyd. Echo Park, przekł. Łukasz Praski, Warszawa 2007)
- 2007 – The Overlook (pol. wyd. Punkt widokowy, przekł. Ł. Praski, Warszawa 2008)
- 2008 – The Brass Verdict (pol. wyd. Ołowiany wyrok, przekł. Łukasz Praski, Warszawa 2009)
- 2009 – 9 Dragons (pol. wyd. Dziewięć Smoków, przekł. Robert Waliś, Warszawa 2013)[1]. Epizodycznie występuje Mickey Haller
- 2010 – The Reversal (pol. wyd. Oskarżyciel, przekł. Łukasz Praski, Warszawa 2013)[2]. W książce występuje też Mickey Haller (zob. niżej)
- 2011 – The Drop (pol. wyd. Upadek, przekł. Marek Fedyszak, Warszawa 2015, Albatros)
- 2012 – The Black Box (pol. wyd. Czarna skrzynka, przekł. Andrzej Niewiadomski, Warszawa 2016, Albatros)
- 2014 – The Burning Room (pol. wyd. Płonący pokój, przekł. Przemysław Hejmej, Katowice 2017, Sonia Draga)
- 2015 – The Crossing (pol. wyd. Punkty zbieżne, przekł. Przemysław Hejmej, Katowice 2018, Sonia Draga)
- 2016 – The Wrong Side of Goodbye (pol. wyd. Po złej stronie pożegnania, przekł. Przemysław Hejmej, Katowice 2020, Sonia Draga)
- 2017 – Two Kinds of Truth (pol. wyd. Dwa rodzaje prawdy, przekł. Przemysław Hejmej, Katowice 2020, Sonia Draga)
- 2018 – Dark Sacred Night (pol. wyd. Ciemną nocą, przekł. Przemysław Hejmej, Katowice, 2022, Sonia Draga)
- 2019 – The Night Fire  (pol. wyd. Nocny ogień, przekł. Anna Sznajder, Katowice, 2024, Sonia Draga)
- 2021 - The Dark Hours
- 2022 -  Desert Star

### Mickey Haller
- 2005 – The Lincoln Lawyer (pol. wyd. Adwokat, przekł. Łukasz Praski, Warszawa 2006, II wyd. pt. Prawnik z lincolna, Warszawa 2011)
- 2008 – The Brass Verdict (pol. wyd. Ołowiany wyrok przekł. Łukasz Praski, Warszawa 2009)
- 2010 – The Reversal (pol. wyd. Oskarżyciel,  przekł. Łukasz Praski, Warszawa 2013)[2].
- 2012 – The Fifth Witness (pol. wyd. Piąty świadek, przekł. Łukasz Praski, Warszawa 2014)
- 2013 – The Gods of Guilt
- 2023 -  Resurrection Walk

### Jack McEvoy
- 1995 – The Poet (pol. wyd. Poeta, przekł. Bogumiła Nawrot, Warszawa 2000)
- 2009 – The Scarecrow (pol. wyd. Strach na wróble, przekł. Andrzej Szulc, Warszawa 2011)

### Terry McCaleb
- 1998 – Blood Work (pol. wyd. Krwawa profesja, przekł. Łukasz Praski, Warszawa 2000)
- 2000 – A Darkness More Than Night (pol. wyd. Ciemność mroczniejsza niż noc, przekł. Ewa Horodyska, Warszawa 2002, 2004, 2008)
- 2004 – The Narrows (pol. wyd. Kanał, przekł. Wojciech M. Próchniewicz, Warszawa 2004)

### Inne
- 1999 – Void Moon (pol. wyd. Martwy księżyc, przekł. Łukasz Praski, Warszawa 2001)
- 2002 – Chasing the Dime (pol. wyd. Pogoń za pieniądzem, przekł. Marek Mastalerz, Warszawa 2003, II wyd. pt. Telefon, Warszawa 2011)
- 2006 – Crime Beat: Stories of Cops and Killers (pol. wyd. Kroniki kryminalne, przekł. Michał Juszkiewicz, Warszawa 2007)